# Oliver Caruso
Oliver Caruso (Mosbach, 20 febbraio 1974) è un ex sollevatore tedesco medagliato olimpico e mondiale e campione europeo che ha gareggiato nelle categorie dei pesi medi (fino a 75 kg.), dei pesi massimi leggeri (fino a 83 kg.) e dei pesi medio-massimi (fino a 91/94 kg.).

## Carriera
Nel 1992 Caruso, quando era ancora in categoria juniores, partecipò alle Olimpiadi di Barcellona 1992 nei pesi medi, terminando al 16º posto finale con 325 kg. nel totale.
Nel 1994 divenne campione mondiale juniores nei pesi massimi leggeri e nel 1995 partecipò al suo primo Campionato mondiale senior nei pesi medio-massimi (fino a 91 kg.), concludendo al 7º posto con 365 kg. nel totale.
Nel 1996 vinse la medaglia d'argento ai Campionati europei di Stavanger con 380 kg. nel totale, battuto dal turco Sunay Bulut (382,5 kg.). Poco dopo prese parte alle Olimpiadi di Atlanta 1996, dove vinse la medaglia di bronzo con 390 kg. nel totale, dietro al russo Aleksej Petrov (402,5 kg.) ed al greco Leōnidas Kokkas, il quale ottenne lo stesso risultato di Caruso ma aveva un peso corporeo inferiore e pertanto si aggiudicò la medaglia d'argento. Anche Sunay Bulut terminò la gara con lo stesso risultato di Caruso e di Kokkas, ma dei tre era quello più pesante e pertanto rimase fuori dal podio.
Nel 1997 Caruso fu nuovamente medaglia d'argento ai Campionati europei di Rijeka con 385 kg. nel totale, ancora battuto da Bulut (387,5 kg.).
L'anno seguente Caruso vinse la medaglia d'oro ai Campionati europei di Riesa nella nuova categoria dei pesi medio-massimi (fino a 94 kg.) con 395 kg. nel totale, davanti al bulgaro Ivan Čakărov (387,5 kg.) e al greco Kakhi Kakhiashvili (380 kg.). Qualche mese più tardi vinse anche la medaglia d'argento ai Campionati mondiali di Lahti con lo stesso risultato nel totale del titolo europeo, terminando questa volta dietro a Kakhiashvili (400 kg.).
Dopo i Mondiali del '98 Caruso subì un infortunio all'anca che lo tenne fuori causa per diverso tempo.
Riprese l'attività nel 2001 e nel 2002 riuscì a ritornare su un podio internazionale, vincendo la medaglia di bronzo ai Campionati mondiali di Varsavia con 387,5 kg. nel totale.
Dopo aver terminato al 9º posto ai Campionati mondiali di Vancouver 2003 con 380 kg. nel totale, non poté partecipare alle Olimpiadi di Atene 2004 a causa di un altro infortunio.
Tentò di rientrare a gareggiare per poter partecipare alle Olimpiadi di Pechino 2008, ma nell'aprile dello stesso anno decise di porre fine alla sua carriera agonistica.
Diventò in seguito allenatore di sollevamento pesi e responsabile tecnico della squadra nazionale tedesca.